# Мстиславський Іван Федорович
Князь Іван Федорович Мстиславський — російський воєначальник, з роду Гедиміновичів-Мстиславських.
Обіймав високе положення в царювання Івана IV і з 1548 був боярином. У 1552 в поході на Казань вважався першим воєводою. Здійснив ряд вдалих походів у землі Казанського царства проти татар, а потім неодноразово відбивав наступ кримських татар з півдня. Однак йому не вдалося відбити нашестя Девлет-Гірея на Москву в 1571. Призначений першим воєводою в Лівонську війну, в 1559 завоював землі до Ризької затоки, взяв Марієнбург і Феллін, але не зміг взяти Вейсенштейн в 1560 році.
З уведенням опричнини в 1565 разом з князем І. Д. Бєльським був поставлений на чолі Земщини. Згодом Мстиславський був намісником у Новгороді, а цар узяв з нього поручний запис у 1571. Наприкінці правління Івана IV Мстиславський підозрювався у зраді, але все ж залишився в положенні одного з перших вельмож, і цар доручив йому виховання своїх синів Федора і Дмитра, з яких останній був його хрещеником. При Федорі Мстиславського звинуватили у замаху на Бориса Годунова, постригли і відправили в Кирило-Білозерський монастир, де він помер.
Його син Федір Іванович, останній представник роду — видатний діяч Смутного часу.